# D.I.T.C. (album)
Albums de D.I.T.C.
Live at Tramps New York, Vol. 3
(1999) All Love
(2000)
Singles
1. Day One
Sortie : 1997
2. Thick
Sortie : 1999
3. Get Yours
Sortie : 1999
4. Way of Life
Sortie : 1999
5. Thick (Rockwilder Remix)
Sortie : 1999

D.I.T.C. est le premier album studio du collectif de rap D.I.T.C., sorti le 22 février 2000.
Le dernier morceau de l'album, Tribute, est un hommage au rappeur Big L assassiné le 15 février 1999.

## Liste des titres
| No  | Titre                                       | Contient un (des) sample(s) de | Durée |
| --- | ------------------------------------------- | --- | ----- |
| 1.  | Thick                                       | Deep Cover de Dr. Dre et Snoop Dogg Diggin' in the Crates de Showbiz and A.G. featuring Diamond D & Lord Finesse Part 1 - Overture de Chick Corea | 3:42  |
| 2.  | Get Yours                                   | Don't Mess With People de Mandrill | 4:10  |
| 3.  | Where Ya At (featuring Big Pun & Milano)    | The Endless Enigma (Part Two) d'Emerson, Lake and Palmer                                                                                          | 3:17  |
| 4.  | Way of Life (featuring Armageddon)          | Polarizer de Joe Thomas | 2:50  |
| 5.  | Day One                                     | | 4:16  |
| 6.  | Hey Luv (featuring Milano & Cuban Link)     | | 4:31  |
| 7.  | Foundation                                  | | 3:55  |
| 8.  | Champagne Thoughts                          | Police Woman de John Gregory and His Orchestra | 3:54  |
| 9.  | Ebonics (Premo Mix)                         | Full Clip de Gang Starr | 3:00  |
| 10. | Drop it Heavy (featuring KRS-One & Big Pun) | On the Move des Impressions | 4:00  |
| 11. | Da Enemy                                    | | 2:46  |
| 12. | Stand Strong                                | | 4:26  |
| 13. | Weekend Nights                              | | 3:13  |
| 14. | Thick (Rockwilder Mix)                      | | 4:00  |
| 15. | Tribute                                     | | 4:57  |